# Foresta costiera di Bahia
La foresta costiera di Bahia è un'ecoregione dell'ecozona neotropicale, definita dal WWF (codice ecoregione: NT0103), che si estende attraverso il Brasile orientale; appartiene alla più vasta ecoregione della Foresta Atlantica.

## Geografia
La foresta costiera di Bahia occupa una fascia di circa 150 km di larghezza che si estende lungo la costa atlantica del Brasile orientale, negli stati di Bahia e di Espírito Santo. Il fiume Itapicuru delimita il confine settentrionale dell'ecoregione, che si spinge a sud fin quasi a raggiungere il fiume Itapemirim. Confina ad est con l'oceano Atlantico e con enclaves delle foreste della restinga della costa atlantica e delle mangrovie di Bahia. Ad ovest, la foresta sfuma gradualmente nelle più aride foreste dell'interno di Bahia.
Le foreste di questa ecoregione si sviluppano su altopiani formati da rocce sedimentarie cenozoiche che dai pressi del litorale si spingono verso ovest fino alle pendici inferiori della Serra da Mantiqueira. I suoli prevalenti sono podzol e latosol giallo-rossi di tipo tropicale, poveri di nutrienti.

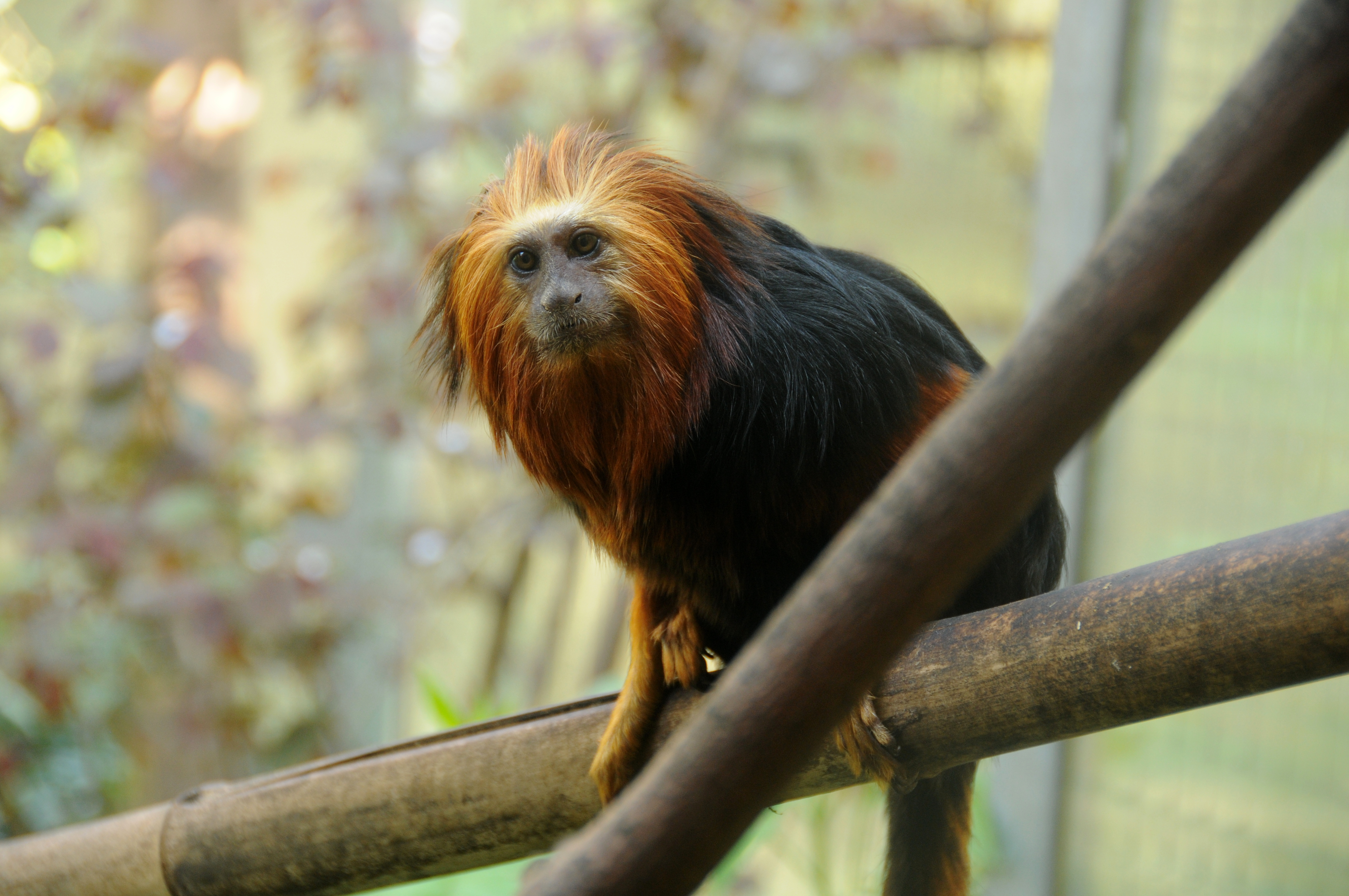
Il leontocebo dalla testa dorata è un primate endemico della foresta costiera di Bahia.

### Clima
L'ecoregione ha un clima tropicale, con precipitazioni annue comprese tra 1200 e 1800 mm, distribuite uniformemente durante l'anno. Talvolta la parte meridionale può andare incontro ad un periodo di siccità che va da maggio a settembre.

## Flora
Le foreste umide sempreverdi atlantiche a quattro livelli sono il tipo di vegetazione prevalente.

## Fauna

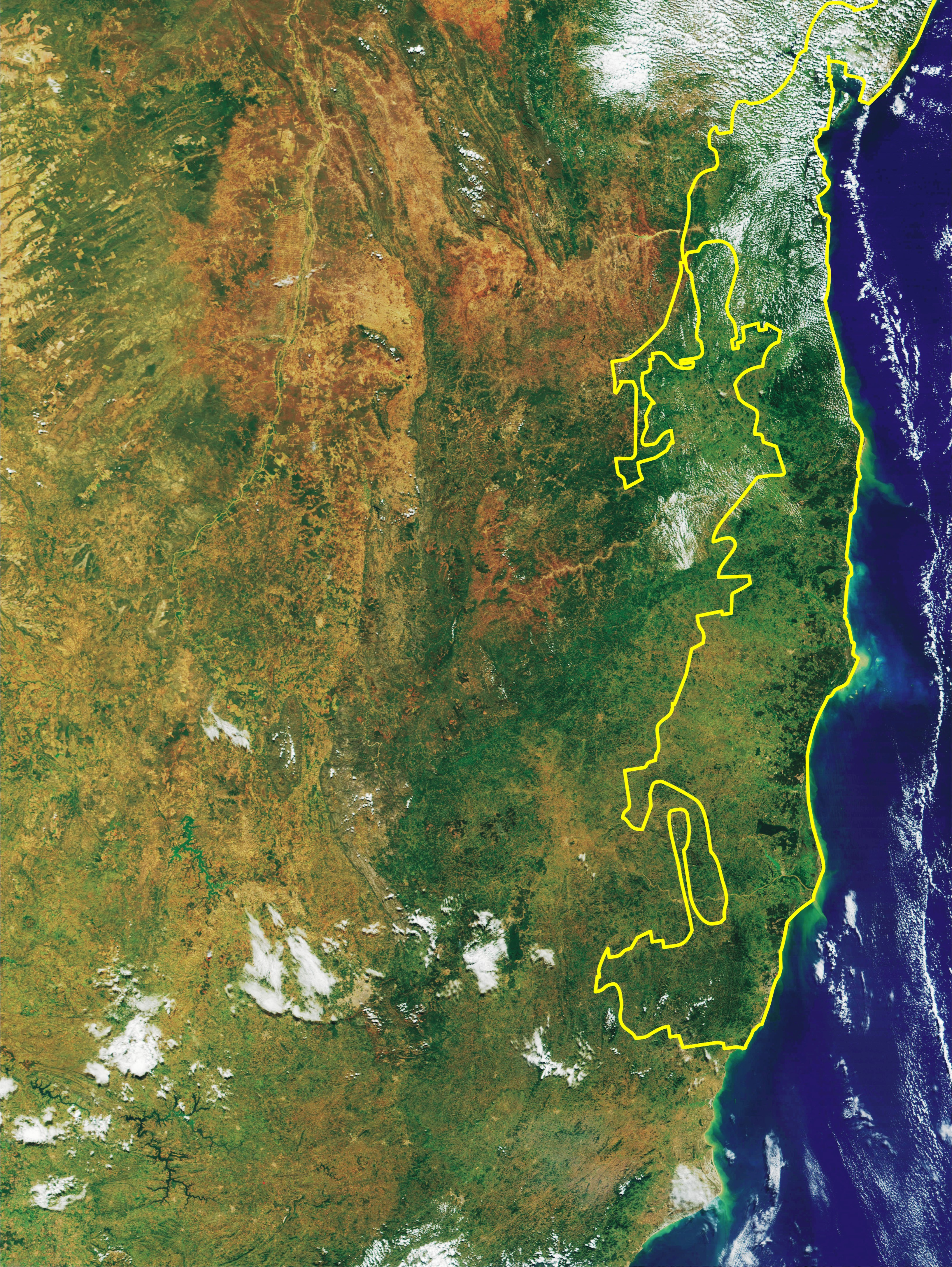
Questa immagine satellitare mostra chiaramente il grado di deforestazione dell'ecoregione (contornata da una linea gialla).

Tra i mammiferi in pericolo di estinzione che vivono in questa ecoregione ricordiamo il bradipo dal cappuccio (Bradypus torquatus) e il leontocebo dalla testa dorata (Leontopithecus chrysomelas).

## Conservazione
Meno del 5% della copertura forestale originaria è rimasto intatto. Tra le aree protette che si trovano in questa ecoregione vi sono la riserva biologica di Sooretama e la riserva forestale di Linhares.